# Pededze
Il Pededze è un fiume che scorre in Lettonia ed Estonia. È un tributario del fiume Aiviekste.